# Erdbebenfrühwarnung

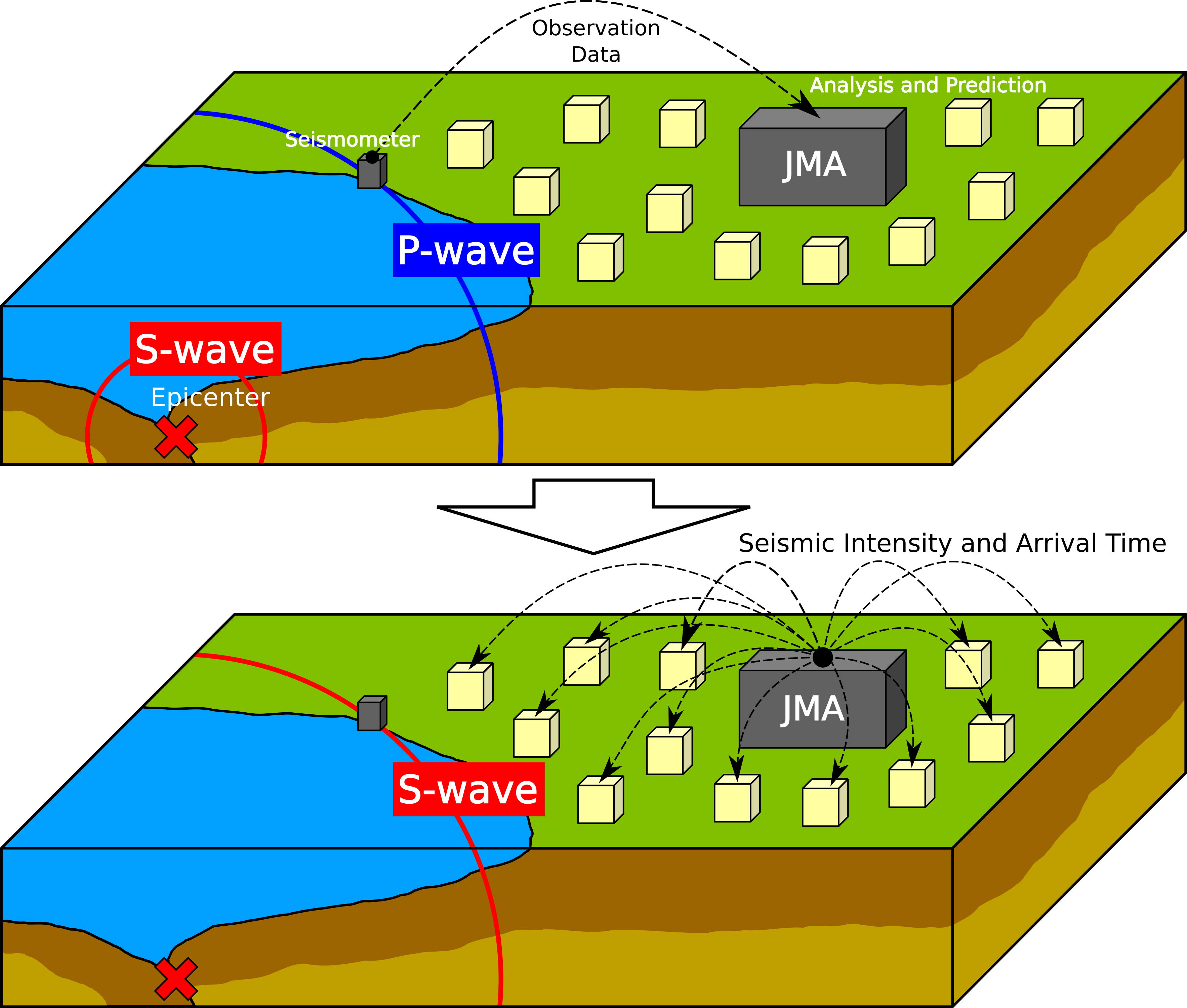
Erdbebenfrühwarnung

Unter Erdbebenfrühwarnung (jap. 緊急地震速報, kinkyū jishin sokuhō) versteht man ein in Japan verwendetes System der Japan Meteorological Agency (JMA), das unmittelbar nach dem Auftreten signifikanter Erdstöße in seismisch aktiven Zonen betroffene Gebiete über mögliche Gefahren informiert. Für alle potentiell betroffenen Gebiete werden über Fernsehen, Radio oder eigene Empfangsgeräte Warnmeldungen über Erschütterungen verbreitet, so dass die Bevölkerung sich möglichst noch innerhalb weniger Sekunden auf das nahende Erdbeben einstellen kann.
Neben dem JMA-Erdbebenfrühwarnsystem existieren weitere Systeme, darunter in Japan das UrEDAS vom Tetsudō Sōken der ehemaligen Staatsbahn für die heutigen Japan-Railways-Unternehmen oder das Sistema de Alerta Sísmica (SAS) in Mexiko-Stadt oder QuakeGuard in einigen Regionen der Vereinigten Staaten.

## Inbetriebnahme
Am 1. Oktober 2007 etablierte die JMA das System für die Öffentlichkeit und verbreitete Informationen für das Verhalten beim Auftreten der Warnungen. Dabei ist zu berücksichtigen, dass typischerweise nur einige Sekunden bis maximal wenige zehn Sekunden vor den ersten lokalen Erschütterungen eine Warnung gegeben werden kann; die Gebiete in großer räumlicher Nähe zum Epizentrum können dabei schon vor dem Eintreffen der Warnungen erschüttert werden.
Die Frühwarnzeit ist abhängig vom Abstand der betroffenen Region zum Erdbebenzentrum. Seismische Wellen breiten sich mit unterschiedlicher Geschwindigkeit aus, Primärwellen schneller als die gefährlicheren Sekundärwellen.
Das System ist mit dem Tsunami-Frühwarnsystem in Japan verknüpft.

## Nutzen
Neben dem persönlichen Schutz, den der Vorgewarnte unmittelbar selber herstellen kann, soll das System vor allem auch Maschinenführer in die Lage versetzen, das Risiko schwerer Schäden für Personen und Sachen minimieren zu können. Beispielsweise indem Bus- und Zugführer sowie Autofahrer die Geschwindigkeit reduzieren, Erzieher und Aufsichtspersonen betraute Personen anleiten und informieren. Riskante Arbeiten, beispielsweise Operationen, sowie schwere Maschinen können im besten Fall gestoppt und unterbrochen werden.